# Saunalahti
Saunalahti (en suédois : Bastvik) est un quartier de la ville d'Espoo en Finlande.

## Description
Les maisons de Saunalahti sont construites avec le souci de conserver le plus possible la nature. Elles sont construites à des niveaux différents afin que chacune ait vue sur le Golfe de Finlande.
Situé à Saunalahti, le Manoir de Bastvik comportait une scierie importante à la fin du XIXe siècle. C'est pourquoi la presqu’île de Sahaniemi (l'ancienne île de "Sågholmen") avait un port important pour les gros navires.
Saunalahti est l'extrémité occidentale de la piste côtière.